# شركة النفط الوطنية الكورية
شركة النفط الوطنية الكورية هي شركة وطنية في مجال النفط والغاز في كوريا الجنوبية وتدير حقول للنفط والغاز في فيتنام،ليبيا،بيرو،أندونيسيا، نيجيريا، اليمن،كازاخستان، روسيا،كندا بالإضافة لكوريا الجنوبية.
لديها احتياطي حوالي 600 مليون برميل من الزيت و 10 مليارات م³ من الغاز الطبيعي.

## روابط خارجية
- الموقع الرسمي
- بترونت
- Opinet
- تايلور للطاقة - خليج المكسيك - تسرب النفط المستمر [2]